# Breunsdorf

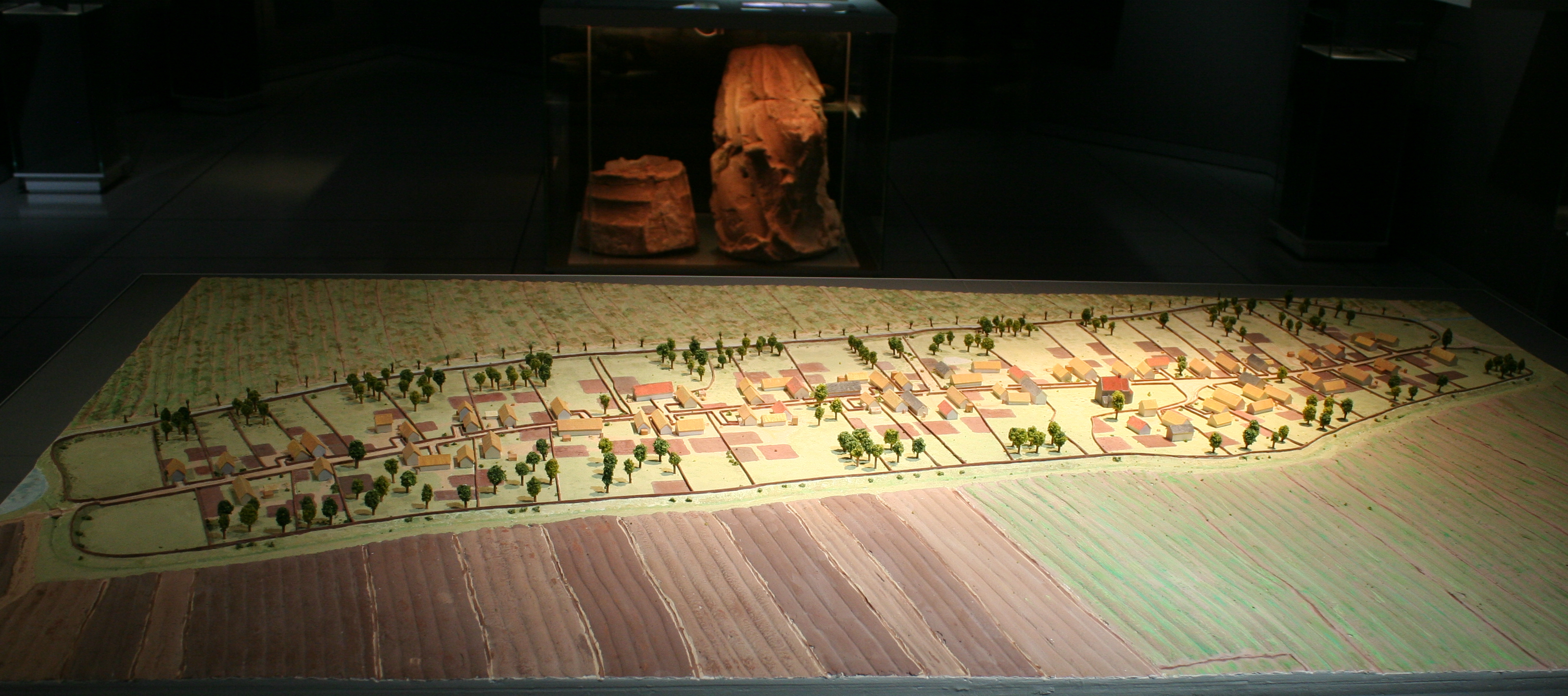
Rekonstruktion von Breunsdorf um 1500; Staatliches Museum für Archäologie Chemnitz

Breunsdorf war ein Straßendorf etwa 30 Kilometer südlich von Leipzig im ehemaligen Landkreis Leipziger Land. Es wurde 1994 durch den Tagebau Vereinigtes Schleenhain devastiert und seine Flur im gleichen Jahr nach Neukieritzsch (heute im Landkreis Leipzig) eingemeindet.

## Geografische Lage
Breunsdorf lag in der Leipziger Tieflandsbucht zwischen Neukieritzsch im Norden, Lobstädt im Osten und dem ebenfalls devastierten Ort Heuersdorf im Südwesten. Östlich der devastierten Ortslage verläuft am Rand des Tagebaus die Bahnstrecke Leipzig–Hof.

## Geschichte

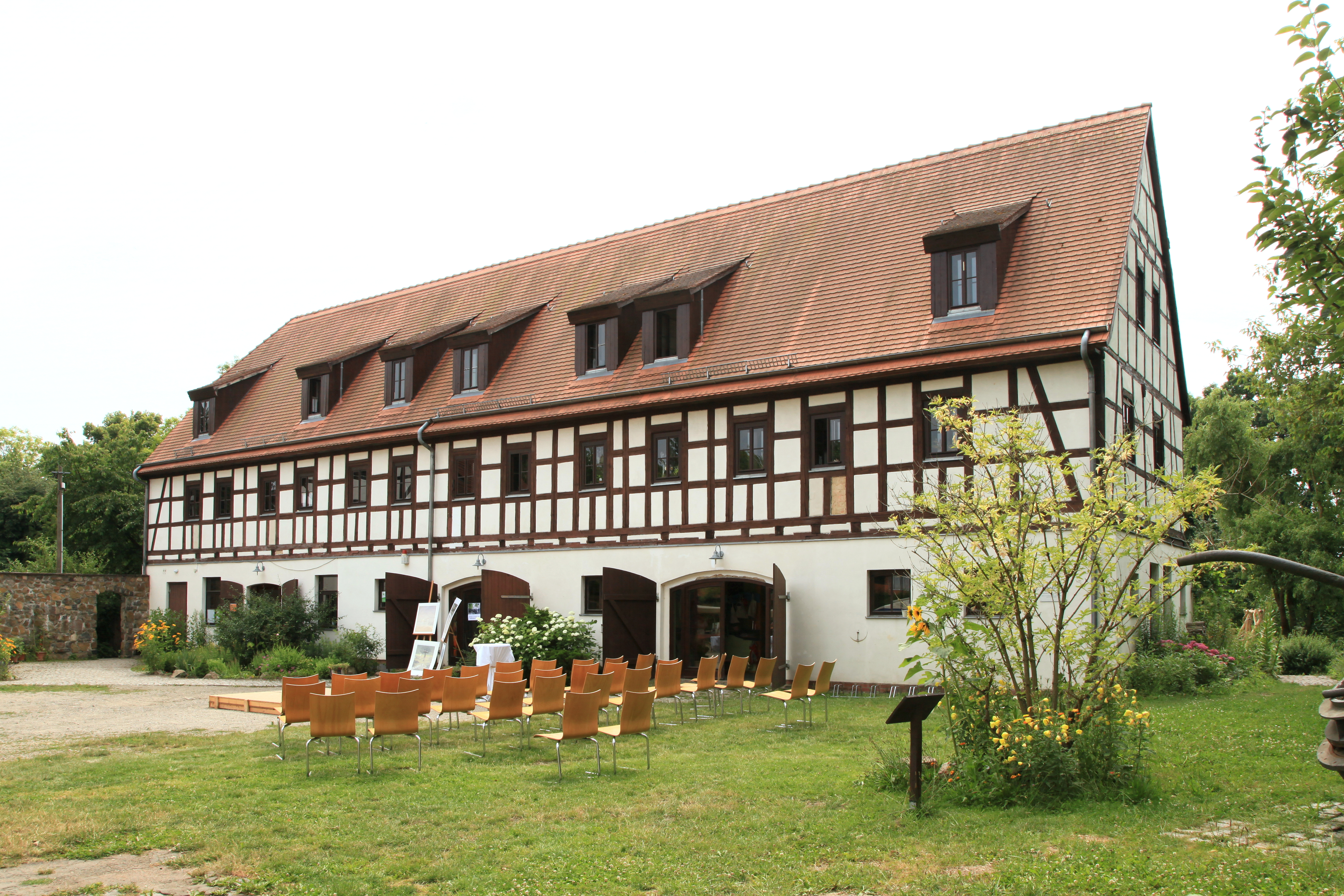
Nebengebäude eines Breunsdorfer Gehöftes von 1830/31, im Zuge der Devastierung auf das Grundstück der Wassermühle Dölitz umgesetzt

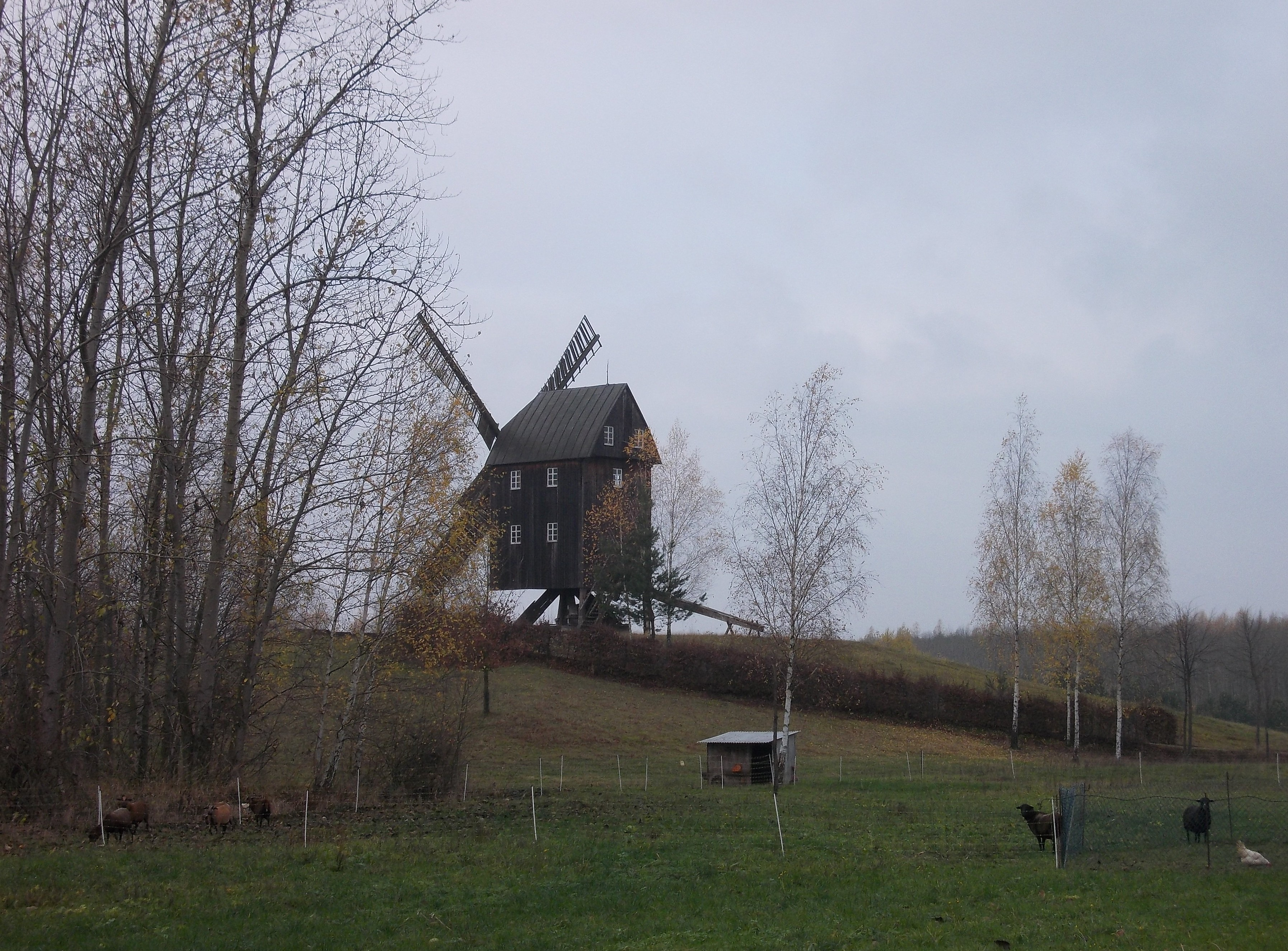
Breunsdorfer Bockwindmühle, im Zuge der Devastierung nach Schönau umgesetzt

Breunsdorf wurde 1226 erstmals urkundlich erwähnt. Der Ort lag bis 1856 im kursächsischen bzw. königlich-sächsischen Amt Borna. Ab 1856 gehörte der Ort zum Gerichtsamt Borna und ab 1875 zur Amtshauptmannschaft Borna. 1952 kam Breunsdorf zum Kreis Borna im Bezirk Leipzig.
Zwischen 1987 und 1994/95 wurde der Ort devastiert, um das Braunkohle-Abbaufeld Schleenhain zu erweitern. In diesem Zusammenhang erfolgte 1994 die Eingemeindung nach Neukieritzsch. Beim Abbruch des Ortes ergrub das sächsische Landesamt für Archäologie, Dresden mit Mitteln der Deutschen Forschungsgemeinschaft die gesamte Fläche des Dorfes, u. a. auch den vollständigen Friedhof und die bis in romanische Zeit zurückreichende Kirche. Zusammen mit den urkundlichen, geographischen, botanischen, bauforscherischen und volkskundlichen Forschungen darf Breunsdorf, obwohl nicht mehr existent, als das am besten erforschte Dorf Deutschlands gelten. Besonders hervorzuheben ist die Klärung der Siedlungsentwicklung. Das spätere Straßendorf, dessen Grundriss zuvor pauschal in die Zeit der  Deutschen Ostsiedlung gesetzt wurde, zeigte bei seiner Gründung im frühen 12. Jahrhundert eben noch keinen regelhaften Siedlungsgrundriss. Vielmehr entstand es aus dem Zusammenschluss einer Kernsiedlung um die spätere Dorfkirche und östlich und westlich davon gelegene Einzelhöfe.
Für die 450 ausgesiedelten Bewohner entstanden im Zedtlitzer Ortsteil Plateka (heute zu Borna gehörig) neue Wohnungen in den Siedlungen "Breunsdorfer Weg" und "An der alten Schäferei".
Zu den erhaltenen Sachzeugen des Ortes gehört die Breunsdorfer Windmühle. Sie entstand 1862 als Bockwindmühle und war bis 1942 in Betrieb. Im Januar 1986 stürzte das Bauwerk um und wurde daraufhin demontiert. Seit 1995 befindet sie sich als Mühlendenkmal im Frohburger Ortsteil Schönau.

## Ausstellung
Die Ortsentwicklung von Breunsdorf ist Thema der archäologischen Dauerausstellung im Staatlichen Museum für Archäologie Chemnitz.